# Nannotrigona
Nannotrigona es un género de himenópteros ápidos de la tribu Meliponini (abejas sin aguijón). Son abejas eusociales de tamaño pequeño y de cuerpo robusto. Caracterizadas por una puntuación muy fuerte en la cabeza y el tórax. La cara interna de la tibia posterior no presenta borde rebajado. Escutelo bastante proyectado de apariencia punteada y rugosa, con una escotadura en su extremo posterior.
Se encuentran en América del sur y central. Nidifican en cavidades de muros y troncos. Hacen la entrada del nido en forma de tubo de cera. Son tímidas y huidizas.
| Nannotrigona | \| \| Nannotrigona chapadana (Schwarz, 1938) \| \| \| \| \| \| Nannotrigona dutrae (Friese, 1901) \| \| \| \| \| \| Nannotrigona melanocera (Schwarz, 1938) \| \| \| \| \| \| Nannotrigona mellaria (Smith, 1862) \| \| \| \| \| \| Nannotrigona minuta (Lepeletier, 1836) \| \| \| \| \| \| Nannotrigona perilampoides (Cresson, 1878) \| \| \| \| \| \| Nannotrigona punctata (Smith, 1854) \| \| \| \| \| \| Nannotrigona schultzei (Friese, 1901) \| \| \| \| \| \| Nannotrigona testaceicornis (Lepeletier, 1836) \| \| \| \| \| \| Nannotrigona tristella (Cockerell, 1922) \| \| \| \| |
|              | \| \| Nannotrigona chapadana (Schwarz, 1938) \| \| \| \| \| \| Nannotrigona dutrae (Friese, 1901) \| \| \| \| \| \| Nannotrigona melanocera (Schwarz, 1938) \| \| \| \| \| \| Nannotrigona mellaria (Smith, 1862) \| \| \| \| \| \| Nannotrigona minuta (Lepeletier, 1836) \| \| \| \| \| \| Nannotrigona perilampoides (Cresson, 1878) \| \| \| \| \| \| Nannotrigona punctata (Smith, 1854) \| \| \| \| \| \| Nannotrigona schultzei (Friese, 1901) \| \| \| \| \| \| Nannotrigona testaceicornis (Lepeletier, 1836) \| \| \| \| \| \| Nannotrigona tristella (Cockerell, 1922) \| \| \| \| |
|              | Nannotrigona chapadana (Schwarz, 1938) |
|              | |
|              | Nannotrigona dutrae (Friese, 1901) |
|              | |
|              | Nannotrigona melanocera (Schwarz, 1938) |
|              | |
|              | Nannotrigona mellaria (Smith, 1862) |
|              | |
|              | Nannotrigona minuta (Lepeletier, 1836) |
|              | |
|              | Nannotrigona perilampoides (Cresson, 1878) |
|              | |
|              | Nannotrigona punctata (Smith, 1854) |
|              | |
|              | Nannotrigona schultzei (Friese, 1901) |
|              | |
|              | Nannotrigona testaceicornis (Lepeletier, 1836) |
|              | |
|              | Nannotrigona tristella (Cockerell, 1922) |
|              | |